# The Song Diaries
The Song Diaries es el primer álbum de éxitos de la cantante británica Sophie Ellis-Bextor, lanzado el 15 de marzo de 2019 a través de Pledge Music y EBGB's, el sello discográfico de la cantante. Está compuesto de una selección de singles propios, colaboraciones y un sencillo de su banda theaudience, regrabados junto a una orquesta y una nueva grabación, «Love is You». 
The Song Diaries fue inicialmente pensado para ser un álbum de éxitos convencional, pero Ellis-Bextor pensó que sería más interesante grabar nuevas versiones en formato orquestal, como vienen haciendo otros artistas como Kylie Minogue, Take That. Trabajó con Ed Harcourt (quien la acompañó en sus dos discos anteriores) y David Arnold como productores y convocó a Amy Langley (de Dirty Pretty Strings) para los arreglos orquestales. La portada fue diseñada por el ilustrador de moda David Downton, quien ha trabajado para  Vogue, Vanity Fair, Carolina Herrera, Oscar de la Renta, H&M, Dior, Elle y Revlon, sobre fotos de Laura Lewis. Para financiarlo acudió a la plataforma de micromecenazgo PledgeMusic. Para su promoción, Ellis-Bextor brindó recitales tanto con orquesta como con su banda regular.

## Sencillos
«Love Is You» fue el primer sencillo del álbum, lanzado por descarga digital y streaming en agosto de 2018. Es un cover de una canción disco de Carol Williams de 1977, que fue utilizada como sample en «Groovejet (If This Ain't Love)» (2000). Fue indexada en la lista A de la Radio 2 de BBC.
El segundo sencillo de The Song Diaries fue la re-versión de «Take Me Home» en octubre de 2018, en su versión orquestal y en una versión disco-orquestal en las plataformas digitales. Esta segunda versión contó con un videoclip compuesto de imágenes de la grabación del álbum y una presentación en vivo. «Murder on the Dancefloor» siguió en enero de 2019. acompañada de un lyric video y también con versiones orquestal y disco-orquestal.
Diez días antes del lanzamiento del disco fue ofrecido el cuarto sencillo, «A Pessimist is Never Disappointed», que en su versión original fue grabado por theaudience.

## Lista de Canciones (CD)
| The Song Diaries |                                                      |                                                                |          |  |
| N.º              | Título                                               | Escritor(es)                                                   | Duración |  |
| 1.               | «Groovejet (If This Ain't Love)»                     | Sophie Ellis-Bextor, Spiller, Rob Davis                        | 3:20     |  |
| 2.               | «Take Me Home»                                       | Ellis-Bextor, Bob Esty, Michelle Aller                         | 3:23     |  |
| 3.               | «Murder on the Dancefloor»                           | Ellis-Bextor, Gregg Alexander                                  | 3:46     |  |
| 4.               | «Move This Mountain»                                 | Ellis-Bextor, Ben Hillier, Alex James                          | 4:47     |  |
| 5.               | «Music Gets the Best of Me»                          | Ellis-Bextor, Alexander, Matt Rowe                             | 3:28     |  |
| 6.               | «Mixed Up World»                                     | Ellis-Bextor, Alexander, Rowe                                  | 3:43     |  |
| 7.               | «Catch You»                                          | Cathy Dennis, Greg Kurstin, Rhys Barker                        | 3:58     |  |
| 8.               | «Me and My Imagination»                              | Ellis-Bextor, Hannah Robinson, Matt Prime                      | 3:47     |  |
| 9.               | «Today the Sun's On Us»                              | Ellis-Bextor, Steve Robson, Nina Woodford                      | 4:19     |  |
| 10.              | «Heartbreak (Make Me A Dancer)»                      | Ellis-Bextor, James Wiltshire, Russell Small, Richard Stannard | 3:52     |  |
| 11.              | «Bittersweet»                                        | Ellis-Bextor, Wiltshire, Small, Stannard, Robinson             | 3:35     |  |
| 12.              | «Not Giving Up On Love»                              | Sophie Ellis-Bextor, Miriam Nervo, Olivia Nervo                | 3:14     |  |
| 13.              | «Young Blood»                                        | Ellis Bextor, Harcourt                                         | 4:39     |  |
| 14.              | «Love is a Camera»                                   |                                                                | 3:57     |  |
| 15.              | «Wild Forever»                                       | Ellis Bextor, Harcourt                                         | 4:31     |  |
| 16.              | «A Pessimist is Never Disappointed»                  | Billy Reeves                                                   | 4:04     |  |
| 17.              | «Love is You»                                        | Vincent Montana Jr, Ronnie Walker                              | 3:15     |  |
| 18.              | «Take Me Home» (Orchestal Disco Version)             | Ellis-Bextor, Bob Esty, Michelle Aller                         | 3:14     |  |
| 19.              | «Murder on the Dancefloor» (Orchestal Disco Version) | Ellis-Bextor, Gregg Alexander                                  | 3:26     |  |

Las pistas 16-19 son bonus tracks de las ediciones en CD y digitales.